# مجرة دولاب الهواء

مجرة دولاب الهواء أو مسييه 101. التقطت هذه الصورة بواسطة تلسكوب هابل وفي حينها كانت أوضح وأدق صوة لمجرة على الإطلاق (التقطت في عام 2006).

مجرة دولاب الهواء أو مسييه 101 أو إن جي سي 5457 هي عبارة عن مجرة حلزونية تقع في كوكبة الدب الأكبر. تبعد هذه المجرة عنا 27 مليون سنة ضوئية ويبلغ قدرها الظاهري 7.86. اكتشفها الفلكي بيير ميشان في يوم 27 من شهر آذار (مارس) في عام 1781. وقد أبلغ شارل مسييه عن اكتشافه بعد مدة والذي قام بدوره بالتحقق من وجودها ثم بإضافتها إلى فهرسه وقد كانت من أواخر الأجرام التي أضافها إليه.
مجرة دولاء الهواء هي مجرة كبيرة نسبيا مقارنة بدرب التبانة. حيث أن قطرها يبلغ 170,000 سنة ضوئية أي أنها بحجم درب التبانة تقريباً. كتلة قرصها (القرص الذي تنتؤ منه الأذرع الحلزونية) تعادل 100 مليار كتلة شمسية بالإضافة إلى امتداد صغير له كتلته 3 بلايين كتلة شمسية تقريباً.

خريطة كوكبة الدب الأكبر. واسم هذه المجرة مكتوب اختصارا: "م 101" وهي في يسار الخريطة.

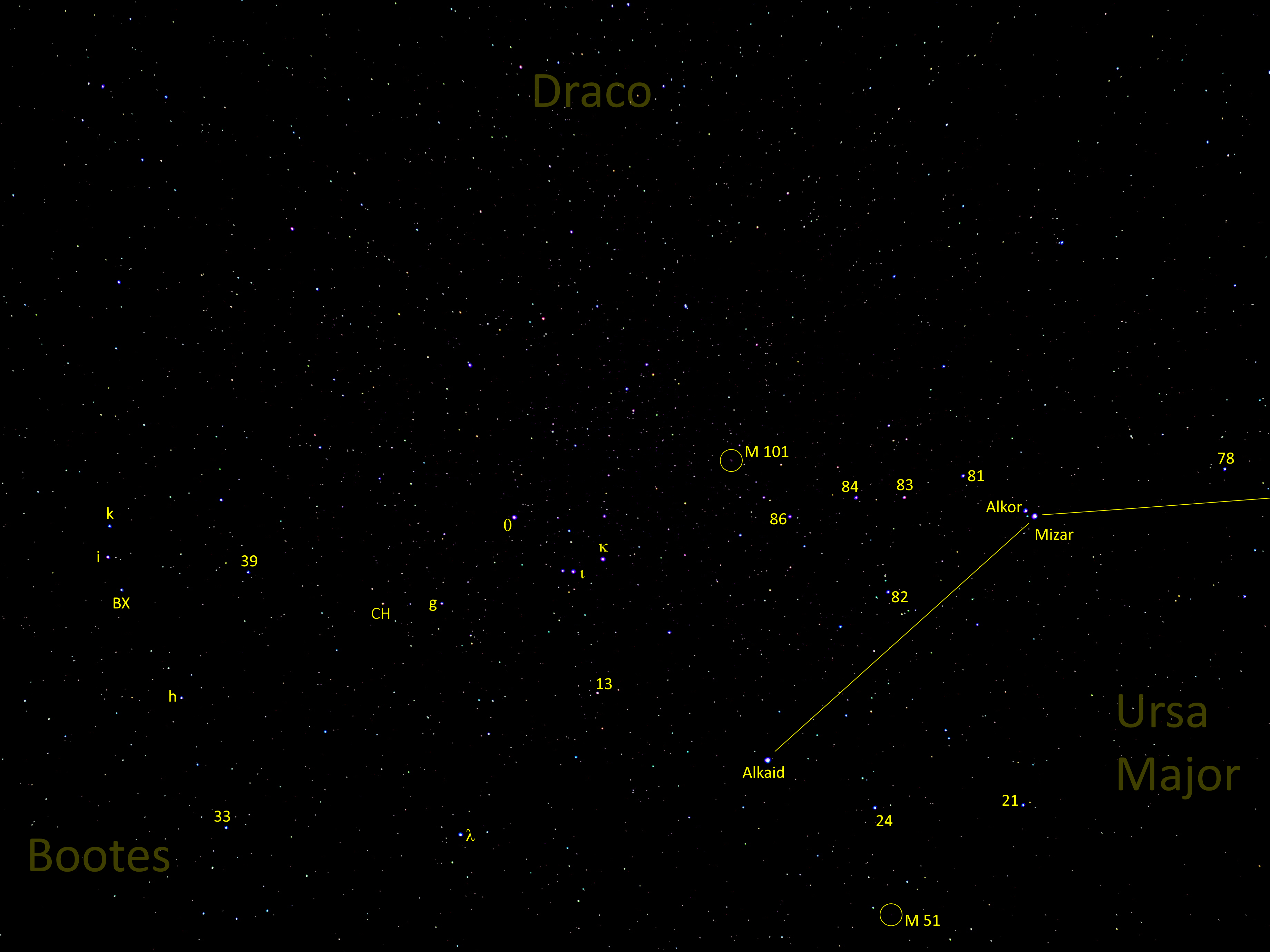
مجرة دولاب الهواء

تتبع هذه المجرة مجموعة مجرات م101 وهي واحدة من المجرات الكبرى فيها. تملك هذه المجرة خمس مجرات تابعة رئيسية تدور حولها وهي: «إن جي سي 5204» و«إن جي سي 5474» و«إن جي سي 5477» و«إن جي سي 5585» و«هولمبرغ IV».

## معرض صور

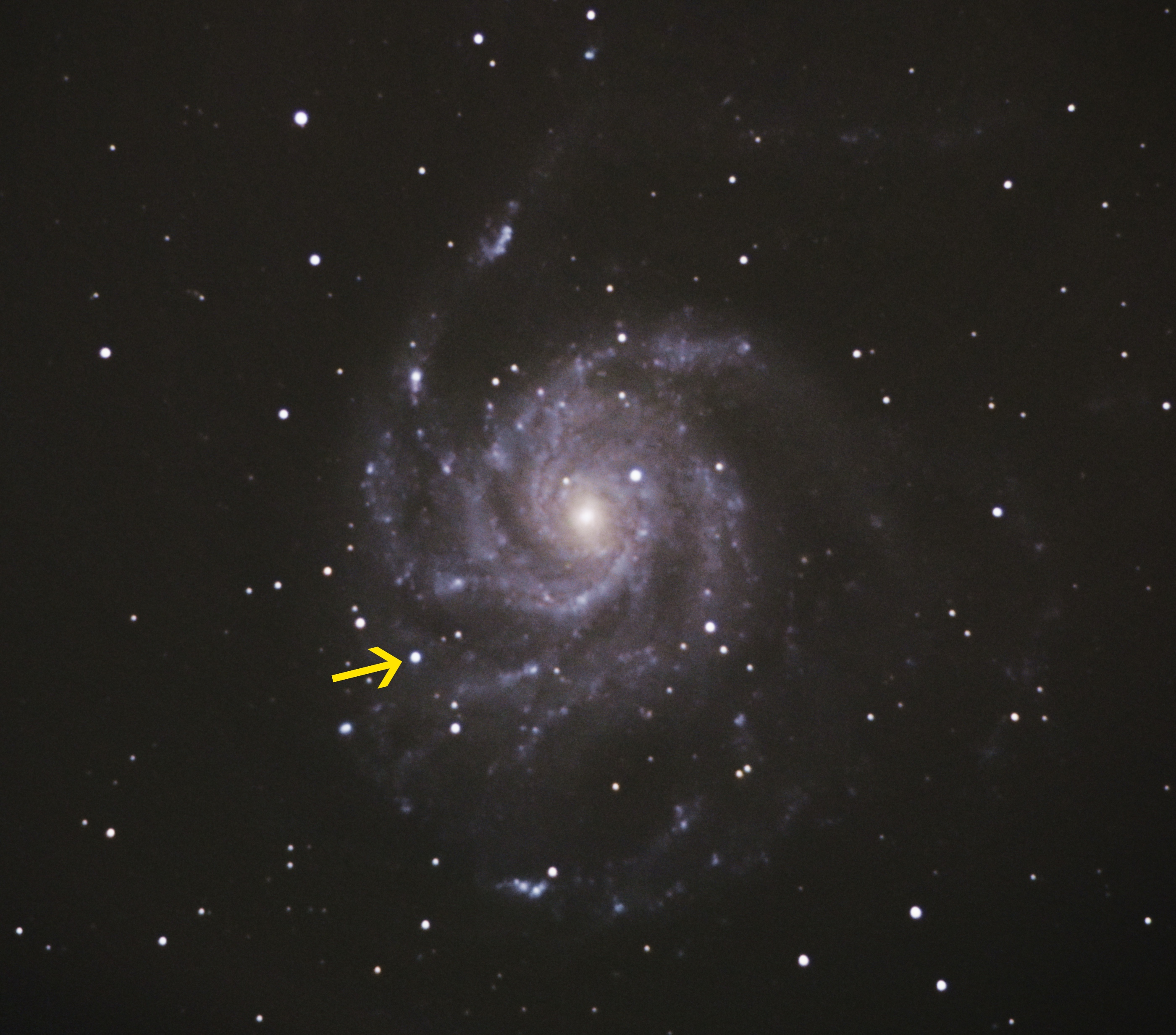
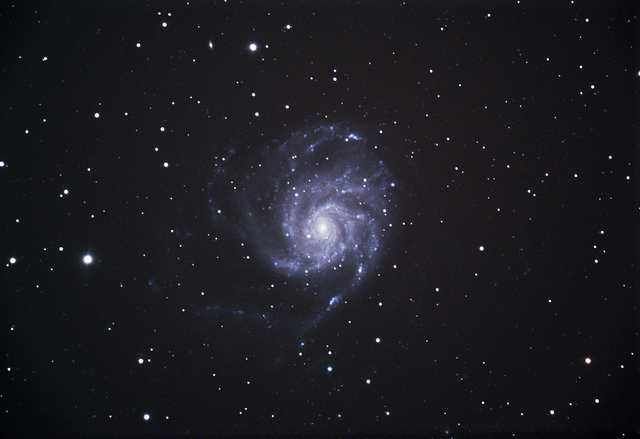

## اقرأ أيضا
- NGC 3509
- مسييه 82 مجرة
- نجم
- مجرة
- قزم أبيض
- عملاق أحمر
- الانفجار العظيم
- خط زمني للانفجار العظيم
- نجم نيوتروني
- ثقب أسود

## وصلات خارجية
- موقع الكون